# Adapsilia trinotata
Adapsilia trinotata är en tvåvingeart som beskrevs av Meijere 1914. Adapsilia trinotata ingår i släktet Adapsilia och familjen Pyrgotidae. Inga underarter finns listade i Catalogue of Life.